# تپه کردآباد شماره ۴
تپه کردآباد شماره ۴ مربوط به سده‌های اولیه، میانه و متاخر دوران‌های تاریخی پس از اسلام است و در شهرستان کبودرآهنگ، بخش مرکزی، دهستان حاجیلو، ۲۰۰ متری شمال غربی روستای کردآباد واقع شده و این اثر در تاریخ ۳۰ بهمن ۱۳۸۶ با شمارهٔ ثبت ۲۱۱۹۲ به‌عنوان یکی از آثار ملی ایران به ثبت رسیده است.